# Ramparts (revue)
Remparts est une revue politique et littéraire américaine illustrée, publiée de 1962 à 1975 et étroitement associée au mouvement politique de la nouvelle gauche. Contrairement à la plupart des journaux radicaux de l'époque, Ramparts est produit de manière coûteuse et graphiquement sophistiqué. 

## Fondation et activité
La revue est fondée en juin 1962 par Edward M. Keating à Menlo Park, en Californie. Elle se présente d'abord comme un trimestriel catholique tournée vers la littérature, avec des contributeurs comme Thomas Merton et John Howard Griffin.
En 1964, Warren Hinckle (en) prend la direction du journal, qui déménage l'année suivante à San Francisco et devient un magazine d'informations mensuel, avec Robert Scheer (en) comme rédacteur en chef. La revue joue un rôle pionnier dans l'opposition à la guerre au Vietnam au sein de l'opinion publique américaine. En 1966, Warren Hinckle dévoile que le Groupe consultatif sur le Vietnam de l'Université d'État du Michigan (en), un programme d'assistance technique au Sud-Vietnam, est en réalité une couverture pour les opérations secrètes de la CIA.
En août 1966, James F. Colaianni écrit le premier article de la presse nationale dénonçant l'utilisation du napalm dans le conflit,. En 1967, William F. Pepper publie un reportage photographique préfacé par le pédiatre Benjamin Spock dans lequel il montre les blessures infligées aux mères et aux enfants par bombardements américains. Les 23 photographies de corps mutilés par le napalm, dont trois en couleurs, choquent l'opinion, dont Martin Luther King Jr. qui s'oppose alors radicalement à la guerre,
En février 1967, Ramparts révèle les liens entre la CIA et la National Student Association (en) (NSA), suscitant des inquiétudes quant à l'implication de l'agence fédérale dans les affaires nationales. La CIA tente de limiter l'étendue du scandale, mais des indices financiers conduisent la revue à établir des liens avec d'autres groupes, comme Radio Free Europe, Radio Liberty et Asia Foundation.
En accord avec l'Institut du livre cubain, la revue publie le journal de Che Guevara, avec une introduction de Fidel Castro, en simultané avec les éditions Maspéro en France, Feltrinelli en Italie et Trikont (de) en Allemagne. Eldridge Cleaver, contributeur de la revue depuis sa sortie de prison, y publie une partie de ses carnets qui paraissent en 1968 sous le nom de Soul on Ice.
La taille et l'influence de Ramparts augmentent considérablement au cours de ces années. En passant à la  périodicité mensuelle, les abonnements combinés et les ventes en kiosque sont passés d'un peu moins de 100 000 fin 1966 à près de 250 000 en 1968, plus du double de celui de l'hebdomadaire The Nation à la même époque. À partir de 1966, les autorités américaines commencent à enquêter sur le financement du magazine, soupçonnant une aide soviétique, mais aucun lien n’est avéré.

## Déclin
Malgré ses chiffres de diffusion impressionnants, les coûts de production et de promotion élevés entraînent de lourdes pertes financières au cours des à la fin des années 1960, le déficit d'exploitation dépassant 500 000 dollars par an en 1967 et en 1968. Une faillite et un arrêt temporaire de la production s'ensuivent. Le passage temporaire du magazine à un format bihebdomadaire, un voyage coûteux pour couvrir la Convention nationale démocrate de 1968 et la baisse des abonnements renforcent cette instabilité financière, ce qui pousse le journal à poursuivre la publication avec un budget et un personnel réduits.
En 1970, Susan Lydon (en) écrit un article intitulé « The Politics of Orgasm », où elle introduit la notion de faux orgasme (en), qui suscite l'hilarité de la rédaction masculine avant d'être accepté et reconnu comme l'un des grands textes du journal par Robert Scheer.
En juin 1972, le magazine imprime les schémas de câblage nécessaires pour créer une boîte muette (une variante de la boîte bleue). Tous les numéros parus sont rappelés ou retirés des kiosques par la police et les fonctionnaires de Pacific Bell, causant de lourdes pertes financières. La revue cesse ses activités en 1975.